# Luca Cibelli
Luca Cibelli (Fétigny, 17 oktober 1988) is een Zwitsers voetbalscheidsrechter. Hij is in dienst van FIFA en UEFA sinds 2021. Ook leidt hij sinds 2020 wedstrijden in de Super League.
Op 3 oktober 2020 leidde Cibelli zijn eerste wedstrijd in de Zwitserse hoogste divisie, toen FC Lausanne-Sport met 4–0 won van FC Zürich. Tijdens dit duel trok de scheidsrechter eenmaal de gele kaart. Zijn debuut in internationaal verband maakte de Zwitser op 7 juli 2022 tijdens een wedstrijd tussen KuPS en Dila Gori in de eerste voorronde van de UEFA Europa Conference League; het eindigde in 2–0 en Cibelli gaf zes gele kaarten. Op 17 november 2023 leidde hij zijn eerste interland, toen Griekenland met 2–0 won van Nieuw-Zeeland door doelpunten van Giannis Konstantelias en Giorgos Giakoumakis. Tijdens dit duel kreeg de Griek Dimitrios Kourbelis een gele kaart van de Zwitserse leidsman.

## Interlands
| Datum            | Plaats               | Wedstrijd                   | Uitslag | Competitie        | Kreeg geel | Kreeg voor de tweede keer geel en dus rood | Weggestuurd |
| ---------------- | -------------------- | --------------------------- | ------- | ----------------- | ---------- | ------------------------------------------ | ----------- |
| 17 november 2023 | Athene, Griekenland  | Griekenland – Nieuw-Zeeland | 2 – 0   | Vriendschappelijk | 1          | 0                                          | 0           |
| 22 maart 2025    | Luxemburg, Luxemburg | Luxemburg – Zweden          | 1 – 0   | Vriendschappelijk | 4          | 0                                          | 0           |

Laatst bijgewerkt op 27 maart 2025.